# Almyracuma proximoculi
Almyracuma proximoculi is een zeekommasoort uit de familie van de Nannastacidae. De wetenschappelijke naam van de soort is voor het eerst geldig gepubliceerd in 1959 door Jones & Burbanck.